# Alhaji Aliu Mahama
Alhaji Aliu Mahama (3. března 1946, Yendi, Severní region Ghany — 16. listopadu 2012) byl od 7. ledna 2001 do 7. ledna 2009 viceprezidentem Ghany.

## Život
V letech 1960–1967 studoval státní střední školu v Tamale. Poté vystudoval Universitu Kwame Nkrumaha, fakultu vědy a technologie. V letech 1967–1971 si vzdělání rozšířil ve městě Kumasi o bakalářský titul v oboru stavebních technologií.
Svou kariéru zahájil v letech 1972–1975 v regionální kanceláři Státních stavebních společností v Bolgatanga jako inženýr/konstruktér. Poté byl jmenován asistentem regionálního manažera. V této funkci byl v letech 1975–1976 poslán do regionální kanceláře společností v Koforidua. Tento post jej posunul do vrcholové politiky.
Byl jmenován regionálním manažerem Severního regionu v Tamale v letech 1976–1982. Po roce 1982 byl zaměstnán v soukromé společnosti LIDRA jako vedoucí manažer. V roce 1996 byl Alhaji Aliu Mahama zvolen předsedou Stavební asociace Severního regionu. Poté v roce 2000 pracoval jako ředitel ve společnosti Aluminus of the Ghana Institute of Management and Public Administration. Získal tak řadu ocenění ze svého oboru a začínal se zajímat o politiku.
V letech 2001 až 2009 zastával funkci viceprezidenta Ghany.
Byl také ředitelem Economic Development Committee of the Tamale-Louisville Sister State Committee. Založil výbor středních škol v Severním regionu. Pro svou zálibu ve fotbale založil také v roce 1975 Real Tamale United football Club.

## Vyznamenání
- společník Řádu ghanské hvězdy – Ghana, 2008[1]